# Прокъл Харъм
Прокъл Харъм (Procol Harum) е британска рок група, създадена през 1967 година и смятана за един от важните предшественици на прогресив рока. Основана е от Гари Брукър, Робин Трауър и Крис Копинг в Саутенд, Англия. Групата е най-известна с песента си „A Whiter Shade of Pale“ (1967).

## Дискография
- Procol Harum (1967)
- Shine on Brightly (1968)
- A Salty Dog (1969)
- Home (1970)
- Broken Barricades (1971)
- Grand Hotel (1973)
- Exotic Birds and Fruit (1974)
- Procol's Ninth (1975)
- Something Magic (1977)
- The Prodigal Stranger (1991)
- The Well's on Fire (2003)
- Novum (2017)